# Florian Jozefzoon
Florian Jozefzoon (Saint-Laurent-du-Maroni, 9 februari 1991) is een Surinaams-Nederlands voetballer. Hij speelt doorgaans als rechtsbuiten. Hij tekende in augustus 2022 een contract voor één jaar bij RKC Waalwijk.

## Biografie

### Jeugd
Jozefzoon werd geboren in Frans-Guyana als zoon van Surinaamse ouders, maar verhuisde als kind naar Amsterdam. Hij groeide op in de Bijlmer in een gezin met zes broers en twee zussen, waar zij woonden in de flat Hoogoord. Als kind keek hij op tegen Urby Emanuelson en Ryan Babel, die beiden ook uit de Bijlmer afkomstig waren. Hij voetbalde veel op straat en in clubverband voor CTO '70 uit Duivendrecht, voor hij werd gescout door AFC. Hij werd met de C1 van AFC kampioen, waarna zowel Ajax als PSV hem wilden inlijven. Hoewel hij een goed gevoel had bij PSV, waar hoofd opleidingen Joop Brand hem veel persoonlijke aandacht schonk, koos Jozefzoon voor Ajax, omdat hij dan niet in een gastgezin hoefde en dit toch de club was waar hij het meeste gevoel bij had. In 2007 begon Jozefzoon bij Ajax. Onder trainer Robin Pronk voetbalde hij in de B2 en B1 van de club.

### Ajax
Jozefzoon debuteerde op 14 augustus 2010 in de thuiswedstrijd tegen Vitesse. Hij viel in voor Urby Emanuelson, direct aan het begin van de tweede helft. In de eerste minuut van zijn invalbeurt gaf hij meteen een assist, Siem de Jong wist te scoren na het voorbereidende werk van Jozefzoon. De wedstrijd werd gewonnen met 4-2. Zijn goede optreden werd beloond met een basisplaats in de bekerwedstrijd thuis tegen MVV. Opnieuw maakte Jozefzoon indruk door met een indrukwekkende solo een assist te geven op Mounir El Hamdaoui en later zijn eerste doelpunt voor Ajax te scoren. Nadat Jozefzoon geblesseerd raakte tijdens een interland van Jong Oranje tegen Denemarken en Martin Jol vertrok als trainer bij Ajax, kwam hij, onder  Frank de Boer weinig tot spelen toe, omdat deze besloot op de vleugels de voorkeur te geven aan Lorenzo Ebecilio en Aras Özbiliz.

### Verhuur aan NAC Breda
In april 2011 werd besloten om Jozefzoon, samen met Roly Bonevacia, voor het seizoen 2011-2012 te verhuren aan NAC Breda. Hoewel hij sterk begon in de voorbereiding, en in de eerste seizoenshelft veel speelminuten maakte, kwam hij in de tweede seizoenshelft nog maar weinig aan spelen toe. Trainer John Karelse verweet de aanvaller een tekort aan rendement. In Breda kwam Jozefzoon tot zestien competitieduels en een bekerduel, hierin scoorde hij niet.

### RKC Waalwijk
Jozefzoon vertrok transfervrij naar RKC Waalwijk, hij debuteerde op 11 augustus 2012 voor zijn nieuwe club, in de met 3-2 gewonnen thuiswedstrijd tegen PSV Op 1 september 2012 maakte Jozefzoon zijn eerste doelpunt voor de club, in de 39e minuut scoorde hij de gelijkmaker in de thuiswedstrijd tegen Heracles Almelo. Aan het einde van zijn eerste seizoen bij RKC had Jozefzoon alle 34 competitiewedstrijden, hierin wist hij zeven keer te scoren. Op 27 juni werd bekend dat Jozefzoon naar PSV vertrekt.

### PSV
Op 27 juni 2013 ging Jozefzoon van RKC naar PSV, dat €400.000 voor hem betaalde. Hij tekende en contract voor drie jaar met een eenzijdige optie voor nog een seizoen. Jozefzoon debuteerde op 30 juli 2013, in een met 2-0 gewonnen wedstrijd tegen SV Zulte Waregem, in de voorronde van de Champions League. Tien minuten voor het einde van de wedstrijd verving hij Zakaria Bakkali. Op 17 augustus 2013 maakte hij zijn eerste doelpunt voor PSV; thuis tegen Go Ahead Eagles maakte hij vlak na rust 1-0. In de daaropvolgende seizoenen was Jozefzoon vooral wisselspeler, maar kwam hij als invaller en vervanger toch regelmatig aan spelen toe. In zijn eerste seizoen kwam hij tot 25 wedstrijden en in zijn tweede seizoen tot 23 wedstrijden. In januari 2015 raakte hij tijdens een wedstrijd tegen Vitesse, ernstig geblesseerd aan de voorste kruisband van zijn knie, waardoor hij de rest van het seizoen moest missen. Wel mocht hij aan het eind van het jaar een tweede landskampioenschap bijschrijven op zijn palmares, nadat zijn teamgenoten dat in speelronde 31 veiligstelden. Jozefzoon verlengde op 8 oktober 2015 zijn contract bij PSV tot medio 2017. Diezelfde dag speelde hij voor het eerst sinds hij geblesseerd raakte weer een wedstrijd voor de club, een oefenduel tegen KSC Lokeren. Zijn officiële rentree volgde op woensdag 16 december, elf maanden nadat hij geblesseerd raakte. Die dag viel hij in tijdens een wedstrijd in de achtste finale in het toernooi om de KNVB beker. PSV won die wedstrijd met 2-3 uit bij Heracles Almelo. Jozefzoon speelde op zondag 24 januari voor het eerst in twaalf maanden weer een competitiewedstrijd voor PSV, thuis tegen FC Twente. Die viel die dag in de 78ste minuut in voor Luciano Narsingh. Hij schoot PSV 54 seconden later op aangeven van Luuk de Jong op een 4-2-voorsprong, tevens de eindstand. Jozefzoon werd op 8 mei 2016 voor de tweede keer op rij landskampioen met PSV. De club begon aan de laatste speelronde van het seizoen met evenveel punten als Ajax, maar met een doelsaldo dat zes doelpunten minder was. PSV won die dag vervolgens met 1-3 uit bij PEC Zwolle, terwijl Ajax uit bij De Graafschap met 1-1 gelijkspeelde.

### Brentford
Jozefzoon bracht ook de eerste helft van het seizoen 2016/17 bij PSV door op de bank, met af en toe een invalbeurt. Hij tekende in januari 2017 een contract voor zes maanden bij Brentford, de nummer vijftien van de Championship op dat moment. In zijn verbintenis werd een optie voor nog een seizoen opgenomen. Nadat hij in zijn eerste halfjaar bij de club negentien wedstrijden speelde, tekende Jozefzoon in juni 2017 bij tot medio 2019. Hij kwam tot 62 wedstrijden en 8 goals in twee jaar.

### Derby County
Medio 2018 werd hij verkocht aan Derby County. Daar speelde hij twee seizoenen, zonder een denderende indruk te maken. Hij kwam 47 keer in actie voor Derby en scoorde driemaal. Hij werd het seizoen erop verhuurd aan Rotherham United, waar hij in 25 wedstrijden niet wist te scoren.

### Quevilly-Rouen
Jozefzoon speelde één seizoen voor Quevilly-Rouen in de Ligue 2, waar hij tweemaal scoorde in 29 wedstrijden. Zijn ploeg eindigde achttiende en moest play-offs spelen tegen degradatie, maar overleefde. In de vierde ronde van de Coupe de France verloor van AS Monaco.  

### RKC Waalwijk
In augustus 2022 werd bekend dat Jozefzoon terugkeerde naar RKC Waalwijk, waar hij tien jaar geleden ook een jaar had gespeeld. Hij tekende een contract voor één seizoen, tot de zomer van 2023.

### Bandırmaspor
Nadat zijn contract bij RKC Waalwijk afliep, tekende Jozefzoon een contract bij de Turkse club Bandırmaspor, actief op het tweede niveau.

## Clubstatistieken
| Seizoen         | Club               | Competitie      | Competitie | Competitie | Beker | Beker | Internationaal | Internationaal | Overig | Overig | Totaal | Totaal |
| Seizoen         | Club               | Competitie      | Wed.       | Dlp.       | Wed.  | Dlp.  | Wed.           | Dlp.           | Wed.   | Dlp.   | Wed.   | Dlp.   |
| --------------- | ------------------ | --------------- | ---------- | ---------- | ----- | ----- | -------------- | -------------- | ------ | ------ | ------ | ------ |
| 2010/11         | Ajax               | Eredivisie      | 4          | 0          | 1     | 1     | 0              | 0              | 0      | 0      | 5      | 1      |
| 2011/12         | → NAC Breda        | Eredivisie      | 16         | 0          | 1     | 0     | —              | —              | 0      | 0      | 17     | 0      |
| 2012/13         | RKC Waalwijk       | Eredivisie      | 34         | 7          | 2     | 0     | —              | —              | 0      | 0      | 36     | 7      |
| 2013/14         | PSV                | Eredivisie      | 16         | 2          | 1     | 1     | 8              | 1              | 0      | 0      | 25     | 4      |
| 2014/15         | PSV                | Eredivisie      | 15         | 2          | 2     | 0     | 6              | 0              | 0      | 0      | 23     | 2      |
| 2015/16         | PSV                | Eredivisie      | 9          | 1          | 2     | 0     | 0              | 0              | 0      | 0      | 11     | 1      |
| 2016/17         | PSV                | Eredivisie      | 5          | 0          | 0     | 0     | 0              | 0              | 0      | 0      | 5      | 0      |
| 2016/17         | Brentford          | Championship    | 19         | 1          | 0     | 0     | —              | —              | 0      | 0      | 19     | 1      |
| 2017/18         | Brentford          | Championship    | 39         | 7          | 4     | 0     | —              | —              | 0      | 0      | 43     | 7      |
| 2018/19         | Derby County       | Championship    | 27         | 2          | 6     | 1     | —              | —              | 0      | 0      | 33     | 3      |
| 2019/20         | Derby County       | Championship    | 14         | 0          | 0     | 0     | 0              | 0              | 0      | 0      | 14     | 0      |
| 2020/21         | → Rotherham United | Championship    | 24         | 0          | 1     | 0     | 0              | 0              | 0      | 0      | 25     | 0      |
| 2021/22         | Quevilly-Rouen     | Ligue 2         | 24         | 2          | 4     | 0     | 0              | 0              | 1      | 0      | 29     | 2      |
| 2022/23         | RKC Waalwijk       | Eredivisie      | 26         | 5          | 1     | 0     | 0              | 0              | 0      | 0      | 27     | 5      |
| 2023/24         | Bandırmaspor       | TFF 1. Lig      | 29         | 4          | 0     | 0     | 0              | 0              | 0      | 0      | 29     | 4      |
| Carrière totaal | Carrière totaal    | Carrière totaal | 301        | 33         | 25    | 3     | 14             | 1              | 1      | 0      | 341    | 37     |

Bijgewerkt op 14 mei 2024

## Erelijst
| Competitie          |        |                  |      |      |
| Competitie          | Aantal | Jaren            |      |      |
| Ajax                | Ajax   | Ajax             | Ajax | Ajax |
| ------------------- | ------ | ---------------- | ---- | ---- |
| Kampioen Eredivisie | 1x     | 2010/11          |      |      |
| PSV                 |        |                  |      |      |
| Kampioen Eredivisie | 2x     | 2014/15, 2015/16 |      |      |

## Trivia
- Florian is een neef van Pearl Jozefzoon die tweede werd bij The voice of Holland en Roscoe Jozefzoon die tijdens X Factor samen met Revillino Pinas het duo Rev 'n Ros vormde.